# Mirambeena Regional Park
Mirambeena Regional Park är en park i Australien. Den ligger i delstaten New South Wales, i den sydöstra delen av landet, omkring 23 kilometer väster om delstatshuvudstaden Sydney. Mirambeena Regional Park ligger 8 meter över havet.
Runt Mirambeena Regional Park är det mycket tätbefolkat, med 3 757 invånare per kvadratkilometer.. Närmaste större samhälle är Blacktown, omkring 15 kilometer norr om Mirambeena Regional Park. 
Runt Mirambeena Regional Park är det i huvudsak tätbebyggt. Genomsnittlig årsnederbörd är 1 380 millimeter. Den regnigaste månaden är februari, med i genomsnitt 200 mm nederbörd, och den torraste är juli, med 36 mm nederbörd.